# Special Services Group
Lo Special Service Group (dall'inglese, Gruppo del Servizio Speciale) è un reggimento di forze speciali dell'esercito pakistano. Fondato nel 1956 come battaglione, oggi è composto da otto battaglioni di commando e da una compagnia di anti - terrorismo (istituita nel 1980, la compagnia Musa).

## Storia
L'SSG fu costituito quale unità di sabotaggio e di contro - guerriglia. Il suo battesimo del fuoco avvenne nel 1965, (vedi Guerre Indo - Pachistane) e fu impiegato per eseguire azioni di guerriglia dietro le linee nemiche, spesso collaborando con gruppi di insorti locali ostili al governo indiano.
Nel 1970 - 1971 alcune compagnie di commando furono inviate nel Pakistan Orientale (oggi Bangladesh) per operazioni di contro - insurrezionali ai danni del movimento separatista locale. Con lo scoppio della Guerra d'indipendenza del Bangladesh l'SGG fu impegnato sia in operazioni di contro guerriglia contro le forze separatiste, sia in azioni di sabotaggio ai danni dell'esercito indiano. Quando la guarnigione pakistana nell'ex Pakistan Orientale si arrese alcuni plotoni dell'SSG riuscirono a sfuggire alla cattura riparando in Birmania. I commando fuggiti e quelli catturati dagli indiani furono poi rimpatriati nel giro di poche settimane.
Negli anni Settanta del XX secolo l'unità fu massicciamente coinvolta in operazioni ai danni di movimenti separatisti e terroristici, distinguendosi in alcune operazioni di liberazione ostaggi. Negli anni Ottanta squadre dell'SSG, travestite da afgani, armarono ed addestrarono i mujahiddin durante l'invasione sovietica dell'Afghanistan. Numerose furono le perdite patite ed inflitte al nemico (le truppe governative afgane e l'Armata Rossa Sovietica) combattendo al fianco dei mujahiddin in numerose battaglie.
Gli anni Novanta videro l'SSG operare nell'ambito di missioni umanitarie ONU in diversi Paesi, quali Somalia e Bosnia. Nel 1999 l'SSG prese parte all'ennesima guerra indo - pakistana per la sovranità sul Kashmir.
Dal 2001 ad oggi l'SSG prende parte a numerose operazioni contro - insurrezionali e di anti - terrorismo ai danni di gruppi jihadisti nazionali e stranieri nell'ambito della Guerra in Afghanistan e del conflitto civile pakistano (combattuto soprattutto nei Territori Tribali, nei pressi della frontiera afgana).